# Ulf Bingsgård
Ulf Magnus Andreas Bingsgård, född 3 april 1975 i Trelleborg, är en svensk politiker (f.d. moderat, numera liberal), som var kommunalråd och kommunstyrelseordförande i Trelleborgs kommun. Ulf Bingsgård var bland de yngsta kommunstyrelseordförande i Sverige när han tillträdde posten 2007. Efter valet 2010 fortsatte Bingsgård som kommunstyrelsens ordförande, fram till efter valet 2014.
Tidigare har han bland annat varit styrelseordförande för Kreditkassan vid Lunds universitet och haft ett flertal andra förtroendeuppdrag inom kårer och andra organisationer inom studentvärlden. Ulf Bingsgård är född och uppvuxen i Trelleborg. Han har också varit generalsekreterare för Svenska studentbostadsföreningen. Bingsgård är filosofie kandidat i handelsrätt.
I januari 2012 blev Ulf Bingsgård uppmärksammad då han på Twitter skämtat om de våldsdåd som drabbat Malmö, något som ledde till kritik från både kollegor och partikamrater.
Som sjuttonåring var Ulf Bingsgård en av initiativtagarna och bildare av Föreningen Trelleborgen i Trelleborg 1992. Han satt i styrelsen som informationsansvarig och kassör fram till 1995 då han tillträdde som ordförande och satt som detta fram till årsmötet 2002.
Ulf Bingsgård är borgerlig vigselförrättare sedan 2007.